# Liberato Marcial Rojas
Liberato Marcial Rojas Cabral (Asunción, 17 agosto 1870 – Montevideo, 22 agosto 1922) è stato un politico, giornalista e poeta paraguaiano.
Fu presidente provvisorio del Paraguay dal 5 luglio 1911 al 28 febbraio 1912.
Diplomatosi al Colegio Nacional, Rojas collaborò a numerosi periodici. Partecipò alla fondazione del Centro Democrático (1887) e all'insurrezione dell'agosto 1904, fuggendo nel Chaco argentino fino alla vittoria dei liberali. Eletto deputato e senatore, aderì alla corrente radicale (1905).
Presidente della Repubblica dopo la deposizione del colonnello Albino Jara (5 luglio 1911), Rojas fu rovesciato da una nuova insurrezione il 26 febbraio 1912. Morì in esilio.